# إيمري كالمان
إيمري كالمان (ولد في 17 يونيو 1986) هو ناشط اجتماعي، الرئيس السابق لجمعية مثلي الجنس، المثليات، مزدوجي الميل الجنسي ومغايري الهوية الجنسانية في إسرائيل. هو رجل أعمال وناشط في عالم الترفيه في تل أبيب الذي أنشأ العديد من النوادي الناجحة في المدينة.
تم اختيار كالمان من قبل مجلة دا ماركير لفريق 40 شاب واعد لعام 2015, لأنشطته في السياسة والحياة الليلية، وفي عام 2016 تم اختياره من قبل موقع mako كواحد من ال- 40 شخصا المؤثرون على مجتمع المثليين في إسرائيل.

## سيرة حياته
ولد كالمان في حيفا وهو الابن الاصغر لدوف كالمان وسيلفيا كوهين، المهاجرين من هولندا. في سن مبكرة انتقل مع عائلته إلى كفار سابا. عندما كان يبلغ من العمر 8 سنوات، انفصل والديه ولاحقا كشف والده عن ميوله المثلية، وقبل ذلك كشف جده عن ميوله المثلية. أكمل كالمان دراسته في موضوع الاتصالات في المدرسة الثانوية على اسم يتسحاك رابين. خدم في الجيش الإسرائيلي لمدة خمس سنوات، عمل خلالها كضابط فيلق المدرع، قائد فريق في استكمال الجنود، وضابط تنمية القوى البشرية لمشروع الغواصات البحرية.

## الأعمال المهنية
في عام 2009 كان كالمان شريكا في تأسيس خمس شركات في مجال الحياة الليلية والمطاعم في تل أبيب وأصبح واحدا من الشخصيات البارزة في المشهد الليلي لمجتمع مثلي الجنس. انضم كالمان إلى فنان الدراج أوشير ساباج، وجنبا إلى جنب أنشئوا العلامة التجارية للحفلات «درعك», والتي أصبحت واحدة من العلامات التجارية المعروفة في الحياة الليلية لمثلي الجنس، والتي تستضيف الآلاف محبي الحفلات الليلية كل أسبوع.
تلقى ال- «درعك» إشارات إعلامية بسبب المنشورات التي لفتت انتباه وسائل الإعلام في إسرائيل وحول العالم. من بين المنشورات المعروفة يمكن إيجاد صورة لعربي ويهودي يقبلان بعضهم البعض، والتي نشرتها مادونا في شبكاتها الاجتماعية. التسويق البارز لل«درعك» جعله يحصد جائزة «محبوب الحكام» في مسابقة تصميم مجلة Time Out تل ابيب.
في عام 2011 بادر كالمان بإنشاء بار «شباغات», جنبا إلى جنب مع ران لابيل وياعيل غال. اليوم، الشباغات هو البار الوحيد لمثلي الجنس في المدينة ويعمل في جميع أيام الأسبوع. في عام 2014, انضم كالمان إلى سبعة من أبرز متعهدي الحياة الليلية في تل أبيب، وفتحوا معا نادي «كولي عالما»، الذي فاز بأفضل الألقاب في تل أبيب، ومؤسسة تل أبيبية.

## نشاطات عامة

### مجتمع المثليين
في أغسطس 2009, انضم كالمان إلى صفوف منظمة الشباب المثليين، حيث تطوع لمدة حوالي خمس سنوات. قاد مجموعات الشبيبة وعمل كمنسق تعليمي لمرشدي إقليم الشارون. في عامي 2012 و- 2013, تم انتخاب كالمان لقيادة الحملة الدعائية لموكب المثليين في تل أبيب. باعتباره مصمم الحملة، خلق تصوّر «من الأفضل لك أن تكون مثلي» والتي شارك فيها قادة مجتمع المثليين في إسرائيل.
انتخب كالمان في عام 2015 رئيسا لجمعية مثلي الجنس، المثليات، مزدوجي الميل الجنسي ومغايري الهوية الجنسانية في إسرائيل بشراكة مع حين أريئيلي، التي تشغل منصب رئيسة مجلس إدارة الجمعية اليوم. في ذلك الوقت، قادت الجمعية تغييرات في الهيكل التنظيمي للجمعية وبالتعاون مع المنظمات المثلية الأخرى في إسرائيل. ضاعفت الجمعية عدد أعضائها 10 أضعاف وارتفعت الميزانية المخصصة لمنظمات المجتمع من 1.5 مليون ش.ج. سنويا إلى 11 مليون ش.ج. سنويا. وقال انه قرر عدم السماح لوزير التعليم نافتالي بانيت بإلقاء خطاب في تظاهرة ذكرى شيرا بانكي رحمها لله وضحايا القتل في بارنوعار، بسبب رفض الوزير التوقيع على إعلان الالتزام بحقوق المجتمع. بادر كالمان وأريئيل بيوم خاص في الكنيست المكرس لحقوق مجتمع المثليي، وقادوا عدة احتجاجات بسبب كلام الحاخام يغال لفينشتين لكراهية المثلية، مما أدى إلى قرار وزارة الدفاع بمنع دخوله إلى قواعد الجيش الإسرائيلي، تقديم عريضة زواج مثليين في المحكمة العليا، عريضة للمحكمة العليا للمساواة بتسجيل أطفال لأزواج نساء، والنضال الذي أدى إلى قرار وزارة الصحة ونجمة داود الحمراء في تمكين المثليون جنسيا وثنائيي الجنس من التبرع بالدم.

### محاضرات
مثّل كالمان مجتمع المثليين أمام العديد من الجماهير، بما في ذلك الشرطة الإسرائيلية، البرامج التحضيرية قبل العسكرية ومعهد الديمقراطية الإسرائيلية. بالإضافة إلى ذلك، تم انتخاب كالمان من قبل منظمة هيليل لتمثيل مجتمع المثليين في إسرائيل في ثلاث حملات إعلامية في الجامعات في جميع أنحاء الولايات المتحدة.

### ميريتس
في الفترة التي سبقت انتخابات الكنيست العشرين، انتخب كالمان من قبل ميريتس إلى المركز السابع عشر في قائمة الكنيست للحزب. في عام 2017 أعلن عن دخوله للسياسة واندماجه في قيادة حزب ميرتس. انتخب لاحقا رئيسا لفرع ميريتس في تل أبيب يافا وأعلن ترشيحه لرئاسة الحزب.